# Den gale professor
Den gale professor er en kortfilm fra 1999, der er instrueret af Lars Henningsen.

## Handling
Den gale professor vil opfinde en sygdom, der kan udrydde alle andre mennesker på jorden.